# S80/T
Pour les articles homonymes, voir Déméter (homonymie).
S-80/T est un micro-satellite expérimental français développé pour caractériser l'encombrement éventuel d'une bande de fréquence et tester un répéteur expérimental. Celui-ci doit être embarqué sur une constellation de satellites, baptisée S-80 ou Taos, qui doit assurer des liaisons avec des terminaux mobiles et fournir la position de son utilisateur. Ce projet est abandonné par la suite.

## Caractéristiques techniques
S-80/T est un satellite de forme parallélépipédique de 50 kg. Il est stabilisé par gradient de gravité par une masse située à l'extrémité d'une perche longue de 6 mètres. L'énergie est fournie par des cellules photovoltaïques qui couvrent sa surface. Le répéteur embarqué émet dans la fréquence 148/138 MHz. Le satellite est construit par Matra Marconi Space et la plate-forme UoSat est fournie par SSTL.  

## Déroulement de la mission
Le satellite est placé en orbite le 10 août 1992 à 23 h 08 min 07 s TU par un lanceur Ariane 4 depuis le Centre Spatial Guyanais à Kourou avec les satellites TOPEX/Poseidon et KITSAT-1. Il circule sur une  orbite terrestre basse de 1 315 km avec une inclinaison orbitale de 66,0°. Il cesse de fonctionner en octobre 1999, après plus de 7 ans de fonctionnement, à la suite d'une défaillance électrique liée aux doses de rayonnement encaissées et au vieillissement (échauffement) de la batterie.